# Momo (cantante)
Momo, pseudonimo di Simona Cipollone (L'Aquila, 2 luglio 1972), è una cantautrice italiana.

## Biografia
Il grande pubblico inizia a conoscerla per la sua partecipazione al Dopofestival di Sanremo 2007, condotto da Piero Chiambretti: la cantautrice aveva presentato la sua canzone Fondanela, che era stata scartata dalla commissione esaminatrice, ma gli autori del Dopofestival avevano deciso di farla esibire nel corso della trasmissione. Il brano, dal testo surreale, scritto insieme alla pianista Alessandra Celletti, rievoca sonorità orientali, e viene presentato con l'ausilio di un balletto. Riscuote successo ed accende i riflettori su questa cantautrice, il che le consente di ripresentare la canzone anche nelle serate successive della trasmissione.
Nel 1996 scrive una canzone, intitolata Embè, che viene pubblicata in una compilation prodotta dalla Step Musique, una piccola etichetta di Pescara: con questo brano arriva al secondo posto del festival "Vocidomani". Anni dopo Momo conosce Simone Cristicchi che, colpito dal brano, vi apporta alcune modifiche, gli cambia il titolo e lo presenta al Festival di Sanremo 2006 con il titolo Che bella gente: il brano, edito da Tecnodisplay e da Dueffel music, si classificherà al secondo posto nella sezione Giovani.
Nel 2004 scrive le musiche per lo spettacolo teatrale Monologo al femminile, edizioni Tecnodisplay, su testi di Marta Bucciarelli.
Dal 2001 Momo si esibisce in tutta Italia, accompagnata dal suo gruppo composto da Luca Venitucci (arrangiatore), Daniele Ercoli (contrabbasso e bombardino), Desirée Infascelli (fisarmonica e violino) e Federica Principi (pianoforte), con cui presenta le sue canzoni, spesso infarcite di umorismo e giochi di parole, come Buongoverno, nella quale immagina un governo fatto dai personaggi dei fumetti, con Zio Paperone ministro delle finanze e "Paperino che ha il dono dell'ubiquità: ora Qui, ora Quo, ora Qua" (libera citazione da una poesia di Vito Riviello).
Con il suo gruppo registra il primo album, intitolato Il giocoliere come uno dei brani contenuti, che viene pubblicato in tutta Italia dalla Sony Music il 30 marzo 2007 e che è prodotto dal cantautore americano Jono Manson.
Chiambretti la chiama poi come ospite fisso nella sua trasmissione Markette su LA7.
Nel 2009 ha pubblicato il secondo album, intitolato Stelle ai piedi, allegato ad un volume autobiografico pubblicato da Bompiani. Sempre nel 2009 partecipa al film Ce n'è per tutti diretto da Luciano Melchionna con Ambra Angiolini, Stefania Sandrelli, Arnoldo Foà e Anna Falchi e dal 2010 entra stabilmente nel cast dello spettacolo teatrale "Dignità Autonome di Prostituzione", uno spettacolo che ha ricevuto il Premio Speciale Golden Graal 2008 e ha ricevuto la Nomination al Premio ETI - Gli Olimpici del Teatro 2009 per la categoria "Miglior spettacolo d'innovazione".
Ancora nel 2009 Momo si aggiudica il Premio Bianca D'Aponte con il brano L'amore sale piano, vincendo anche il premio della critica, e nello stesso anno partecipa come ospite al Premio Tenco (insieme alla violinista H.e.r.). Nel 2011 è tra i Finalisti del festival Musicultura a Macerata con il brano La Canzone che si capisce (S.Cipollone-F.Principi).
Nel 2016 a marzo pubblica un EP dal titolo Santa per La Stanza Nascosta Records.
Nel 2019 pubblica il suo terzo disco autoprodotto No tengo n'idea con gli arrangiamenti di Giovanni Block, tuttora disponibile sulle piattaforme digitali, che contiene il singolo 5 alibi scritto e cantato con Attilio Fontana.

## Discografia

### Album in studio
- 2007 – Il giocoliere (Sony Music)
- 2009 – Stelle ai piedi (Bompiani; libro + CD)
- 2019 - No tengo n'idea (Simona Cipollone)

### Singoli
- 2007 – Fondanela (Sony Music, 88697093832; con due tracce dello stesso brano, una audio e l'altra video)

### EP
- 2016 – Santa (La Stanza Nascosta Records)